# Evangelie van de Ebionieten
Het Evangelie van de Ebionieten is de moderne gangbare benaming voor een joods-christelijk evangelie dat Epiphanius van Salamis (ca.315-403) in zijn werk Panarion heeft opgenomen. Die teksten zijn in het Grieks. Epiphanius beschrijft in de Panarion tachtig door hem als ketters beschouwde groeperingen. In het hoofdstuk over de Ebionieten citeert hij zes fragmenten die deze groepering als hun evangelie zou beschouwen. De term Evangelie van de Ebionieten hanteert Epiphanius nergens. Het zelfde geldt voor andere kerkvaders uit de Late oudheid die ook over de Ebionieten en hun evangelie schreven. Epiphanius is van mening dat de fragmenten een incompleet, vals en verdraaide versie zijn van het evangelie van Matteüs dat de Ebionieten zelf als het evangelie van de Hebreeën benoemden. De Franse theoloog Richard Simon (1638-1712) was de eerste die voor deze teksten de term evangelie van de Ebionieten hanteerde.

## Achtergrond
De Ebionieten waren een groepering binnen het vroegchristelijk jodendom die tot eind vierde/begin vijfde eeuw heeft bestaan. Onderzoek naar de Ebionieten wordt bemoeilijkt door het feit, dat de literatuur van de kerkvaders nogal wat verschillende en  inhoudelijk tegenstrijdige beschrijvingen kent. De naam Ebionieten is gebaseerd op het Hebreeuwse woord ebjonim dat armen betekent. De naam komt waarschijnlijk uit de traditie van joodse vroomheid. Het beeld dat armen een speciale relatie tot God zouden hebben was prominent in de joodse literatuur aanwezig. Vrome joden beschouwden zichzelf als arm en nederig ten opzichte van God. 
De eerste kerkvaders die over de groepering schreven, zoals Ireneüs van Lyon (ca.140-ca. 202) waren zich van deze etymologie bewust. Op vaak polemische wijze werden dan termen als arm aan intellect of armzalig van geest voor de Ebionieten gehanteerd. Latere kerkvaders waren zich van deze etymologie niet meer bewust en schreven dat de stichter van de groepering een dwaalleraar met de naam Ebion  was geweest. Epiphanius gaat  in zijn hoofdstuk over de Ebionieten in de Panarion  uitvoerig in op de vele fouten en onjuiste opvattingen van deze Ebion. Het staat vast dat Ebion een niet historische, fictieve figuur is geweest.   

## Kerkvaders over het door de Ebionieten gebruikte evangelie
Meer in het algemeen waren de kerkvaders van opvatting, dat er slechts één joods-christelijk evangelie bestond. Dat was het evangelie van de Hebreeën dat in meerdere versies voorkwam, maar waarvan de basis een Hebreeuwse versie van het evangelie van Matteüs zou zijn. 
Ireneüs schreef dat dat de Ebionieten alleen het evangelie volgens Matteüs kenden. Nergens maakt hij een opmerking dat hun versie van dat evangelie zou afwijken van de gebruikelijke tekst. Ook Origenes (ca. 185 – 253) schreef dat de Ebionieten het evangelie volgens  Matteüs gebruikten. Volgens hem namen de Ebionieten de instructie van Jezus in  Matteüs 10:6 letterlijk. Sla niet de weg van de heidenen in en bezoek geen Samaritaanse stad. Ga op weg naar de verloren schapen van het volk van Israel. Dat betekende volgens Origenes dat de Ebionieten van opvatting waren dat Jezus alleen voor de joden was gekomen.  Origenes noemt wel een evangelie van de Hebreeën, maar verbindt dat nergens met de Ebionieten. Eusebius van Caesarea (ca. 265- 340) schreef dat de Ebionieten juist wel en vrijwel alleen een evangelie van de Hebreeën hanteerden. Waarschijnlijk kende Eusebius dat evangelie niet zelf, want hij noemt alleen de titel en geeft verder geen enkele informatie daarover. 
De meest uitgebreide vermelding is van Epiphanius in de Panarion. Het is volstrekt onbekend hoe Epiphanius aan de door hem geciteerde evangelieteksten is gekomen. Hij schreef dat de Ebionieten een valse, verdraaide en verminkte versie van het evangelie van Matteüs hanteerden, maar dit het evangelie van de Hebreeën noemden. De reden daarvoor zou zijn dat dat Matteüs als enige van de evangelies in het Nieuwe Testament in het Hebreeuws zou zijn geschreven. De evangelieteksten die Epiphanius citeerde waren echter in het Grieks. Epiphanius loste dat probleem op door in het hoofdstuk over de Ebionieten een verhaal op te nemen over Josef van Tiberias (ca. 285-ca. 356), een tot het christendom bekeerde jood. Deze zou Epiphanius verteld hebben dat hij christelijke literatuur in het Hebreeuws gevonden had in een geheime genizah in Tiberias waaronder het evangelie van Matteüs. Het feit dat niemand ooit een evangelie van Matteüs in het Hebreeuws had gezien werd op deze wijze verklaard. 

## Opvattingen op het vakgebied
De overheersende opvatting op het vakgebied is dat Epiphanius veel materiaal uit meerdere bronnen over christelijk jodendom heeft verzameld en dat alles heeft aangewend voor zijn hoofdstuk over de Ebionieten. Veel van dat materiaal kan echter geen betrekking hebben op de Ebionieten en wijst eerder naar andere joods-christelijke stromingen, zoals de joodse  milieus waar de pseudo-Clementijnse literatuur is ontstaan. De in de Panarion  vermelde citaten wijzen ook veel meer op een vorm van een evangeliën-harmonie die gebaseerd is op de drie synoptische evangeliën. Vermoedelijk is de tekst in een Griekssprekende omgeving in Syrië omstreeks het midden van de tweede eeuw geschreven.
De meest kenmerkende christologische opvatting in de fragmenten is die van een vorm van adoptianisme. De kern daarvan is de overtuiging dat God Jezus pas als Zijn zoon adopteerde op het moment van de doop van Jezus. De consequentie daarvan is dat de groepering waarin dit evangelie ontstond ook de maagdelijke geboorte van Jezus ontkende. Het joods-christelijk karakter komt onder meer tot uitdrukking in de opdracht die Jezus zijn leerlingen geeft om een getuigenis voor Israël te zijn.

## Tekst van de fragmenten
Fragment 1:
In het evangelie dat bij hen "naar Matteüs" wordt genoemd dat niet compleet is maar vervalst en verdraaid - ze noemen het het Hebreeuwse evangelie – kan worden gevonden. "Er trad een  een man op, Jezus genaamd omstreeks dertig jaar oud die ons uitkoos. En toen hij naar Kafarnaüm kwam ging hij het huis van Simon - bijgenaamd Petrus - binnen,  opende zijn mond en zei:  "Toen ik langs het Meer van Tiberias liep, koos ik Johannes en Jacobus uit de zonen van Zebedeüs, en Simon en Andreas en Taddeüs en Simon de Zeloot, en Judas Iskariot. En ook jou, Matteüs, riep ik toen je in het tolhuis zat, en je bent mij gevolgd. Ik wil  dat jullie mijn twaalf apostelen zijn als een getuigenis voor Israël".
Fragment 2:
"En het geschiedde dat toen Johannes doopte de farizeeën tot hem kwamen om gedoopt te worden en ze werden gedoopt, evenals heel Jeruzalem. Johannes droeg een kleed van kameelhaar en een leren riem om zijn middel. Zijn voedsel bestond uit wilde honing die naar manna smaakte, gebakken als koeken in olie. Ze zeggen dit om het ware woord in een leugen te veranderen en ze zeggen honingkoeken in plaats van sprinkhanen".
Fragment 3 :
Het begin van het evangelie bij hen luidt: "Het geschiedde in de dagen van Herodes, koning van Judea, onder het hogepriesterschap van Kajafas, dat iemand, Johannes genaamd, in de rivier de Jordaan doopte met een boodschap van boete. Er werd van hem werd gezegd dat hij afkomstig was uit het geslacht van de priester Aäron en een zoon was van Zacharias de priester en Elisabet. En iedereen ging naar hem toe".
Fragment 4 :
"Toen het volk gedoopt was, kwam ook Jezus en hij werd door Johannes gedoopt. En toen hij uit het water was gekomen, gingen de hemelen open en hij zag de Heilige Geest in de gedaante van een duif. Deze daalde neer en ging bij hem naar binnen. En een stem uit de hemel zei : "Jij bent mijn geliefde Zoon en in jou vind ik mijn welgevallen'. En verder 'Ik heb je vandaag verwekt" . En plotseling bescheen een groot licht die plaats. Toen Johannes dat zag, zei hij: "Wie bent U, Heer?" Toen werd er [opnieuw] een stem uit de hemel gehoord die zei: "Dit is mijn geliefde Zoon. In Hem heb ik een welgevallen". Vervolgens viel Johannes voor Hem op zijn voeten neer en sprak: "Ik smeek U, Heer, doop mij". Maar Hij weigerde dit en zei: "Laat het zo, want zo moet dit alles in vervulling gaan ".
Fragment 5 :
Zoals hun evangelie dat boven is genoemd zegt. "Ik ben gekomen om de offers af te schaffen. Als jullie niet ophouden met offeren, zal de toorn niet van jullie wijken".
Fragment 6 :
"Waar wilt u dat wij voor u het paasmaal bereiden?" Hij antwoordde: "Ik heb er toch niet naar verlangd om aan dit paasmaal met jullie vlees te eten".
Het joods-christelijk karakter komt onder meer tot uitdrukking in het eerste fragment waar de leerlingen de opdracht krijgen een getuigenis voor Israël te zijn. In het tweede en zesde fragment maakt de schrijver van dit evangelie duidelijk dat zowel Johannes als Jezus vegetariërs waren. Het vierde fragment heeft als essentie de bedoeling tot uitdrukking te brengen dat Jezus pas bij zijn doop de Zoon van God werd. Het vijfde fragment is een verwerping van de offercultus. Dit is een element dat ook voorkomt bij de joods-christelijke milieus waar de pseudo-Clementijnse literatuur is ontstaan.